# Pachycephala pectoralis
Pachycephala pectoralis là một loài chim trong họ Pachycephalidae.
Loài chim này được tìm thấy trong rừng, rừng, mallee, rừng ngập mặn và cây bụi ở Úc (trừ nội địa và phía bắc) và trong núi rừng ở dãy núi tuyết ở tỉnh Papua ở Indonesia. Hầu hết dân số loài này là định cư, nhưng một số ở đông nam nước Úc di chuyển về phía bắc trong mùa đông. Phân loại của nó là rất phức tạp và vẫn còn là một vấn đề tranh chấp, với một số cơ quan trong đó có nhiều nhất là 59 phân loài (một trong những con số phân loài cao nhất trong các loài chim), trong khi những người khác xem chúng là những loài riêng biệt như.